# Piophila latipes
Piophila latipes är en tvåvingeart som beskrevs av Johann Wilhelm Meigen 1838. Piophila latipes ingår i släktet Piophila och familjen ostflugor. Inga underarter finns listade i Catalogue of Life.